# نادي غسترش فولاد
نادي غسترش فولاد (بالفارسية: باشگاه فوتبال گسترش فولاد تبریز) ، هي نادي رياضي لكرة القدم، أسست عام 2008م، وتقع مقرها في مدينة تبريز الإيرانية.

## وصلات خارجية
- (بالفارسية) Official Web Site
- Players and Results